# 向谷拓巳
向谷 拓巳（むかいたに たくみ、1997年2月24日 - ）は、奈良県桜井市出身の元プロ野球選手（内野手）。右投左打。NPBでは育成選手であった。

## 経歴

### プロ入り前
桜井市立織田小学校から野球を始め、桜井市立大三輪中学校では軟式野球部に所属した。
大和広陵高校に進学後、2年春の第85回記念選抜高等学校野球大会ではベンチから外れたものの、2年夏はセンターのレギュラーとして活躍。2年秋からはエース立田将太の勧めで捕手に転向。3年夏は奈良県大会準決勝で岡本和真、廣岡大志擁する智辯学園高校に敗れた。

### 独立リーグ・兵庫時代
兵庫ブルーサンダーズ入団後、1年目から二塁手のレギュラーとして、打率.304、38盗塁を記録した。2年目も打率.373、盗塁37を記録し、首位打者と盗塁王を獲得した。
2016年10月20日に行われたプロ野球ドラフト会議で東北楽天ゴールデンイーグルスに育成ドラフト3巡目で指名され、支度金200万円、年俸250万円で合意、入団。背番号は130に決まった。読売ジャイアンツの育成ドラフト3巡目指名の山川和大とともに、BFL及び、兵庫ブルーサンダーズとして初のドラフト指名によるNPB入団選手となった。これを記念して向谷が兵庫で着用した背番号50は、12月28日にチームの永久欠番に指定された。

### 楽天時代
2017年は二軍公式戦29試合に出場。試合数は多くないながらも、打率.304、1本塁打、3盗塁（盗塁死0）を記録し、西田哲朗に次いでチーム内2番目に多く二塁手のポジションに就いた。
2018年は二軍公式戦31試合に出場したが、極度の不振に陥り、打率.042、0本塁打、0盗塁（盗塁死2）という散々な成績に終わる。また、前年は二塁手に専念していたが、この年は外野手としての出場がもっとも多く、他に三塁や遊撃も守った。10月1日、球団から来季の契約を結ばないことが発表された。10月31日、自由契約公示。

### 楽天退団後
2019年1月より、学童野球を支援するポップアスリートプロジェクトに参加。営業の傍ら「むーたくん」の名前でポップアスリートの公式YouTubeチャンネル「むーたくんTV」を開設し、その様子を動画で公開していた。2020年3月に退職。現在、同YouTubeチャンネル名は「ポップアスリートチャンネル」に変更されており、向谷の出演は2020年2月投稿動画が最後であった。
2020年5月より、地元・桜井市のスポーツ店「スポーツシティアラキ」に正社員として勤務。同社が運営する「ナインスターズベースボールパーク」での野球教室では向谷がコーチを務めている。
また、同年からはクラブチーム・関西HANG硬式野球団に参加して選手に復帰している。同チームでは捕手のポジションにも就いている。

## 詳細情報

### 年度別打撃成績
- 一軍公式戦出場なし

### 独立リーグでの打撃成績
| 年 度     | 球 団     | 試 合 | 打 数 | 得 点 | 安 打 | 二 塁 打 | 三 塁 打 | 本 塁 打 | 打 点 | 三 振 | 四 球 | 死 球 | 犠 打 | 犠 飛 | 盗 塁 | 失 策 | 併 殺 打 | 打 率 | 出 塁 率 | 長 打 率 | O P S |
| --------- | --------- | ----- | ----- | ----- | ----- | -------- | -------- | -------- | ----- | ----- | ----- | ----- | ----- | ----- | ----- | ----- | -------- | ----- | -------- | -------- | ----- |
| 2015      | 兵庫      | 44    | 191   | 48    | 58    | 2        | 3        | 0        | 16    | 17    | 18    | 1     | 3     | 0     | 38    | 16    | 0        | .304  | .367     | .346     | .713  |
| 2016      | 兵庫      | 36    | 161   | 53    | 60    | 3        | 5        | 1        | 32    | 4     | 14    | 3     | 1     | 2     | 37    | 13    | 0        | .373  | .433     | .472     | .905  |
| 通算：2年 | 通算：2年 | 80    | 352   | 101   | 118   | 5        | 8        | 1        | 48    | 21    | 32    | 4     | 4     | 2     | 75    | 29    | 0        | .335  | .395     | .403     | .798  |

- 各年度の太字はリーグ最高

### 独立リーグでのタイトル・表彰
タイトル (BFL)
- 最高打率：1回 （2016年）
- 最多盗塁：1回 （2016年）

### 背番号
- 50 （2015年 - 2016年） ※兵庫ブルーサンダーズの永久欠番（2016年12月28日制定）
- 130 （2017年 - 2018年）